# Tesco Avas busz (Miskolc)
A miskolci „Tesco Avas” jelzésű autóbusz az Avasi kilátó és a TESCO Avas között közlekedett. A viszonylatot a Miskolc Városi Közlekedési Zrt. üzemeltette.
A két végállomás közti távot 10 perc alatt tette meg.

## Története
A Tesco Miskolc Avas Hipermarket áruház megnyitásával együtt indult el, a TESCO megrendelésére. Egy rövid átmeneti időszak kivételével a Miskolc Városi Közlekedési Zrt. szóló autóbuszai jártak rajta, leginkább Ikarus 260-asok.
2017. február 1-jétől a megrendelő áruház kérésére az MVK megszüntette a viszonylatot.

## Útvonala
| TESCO Avas felé | Avas kilátó felé |
| --- | --- |
| Avas kilátó – Pattantyús-Ábrahám Géza utca – Klapka György utca – Fényi Gyula tér – Szentgyörgyi út – Mésztelep utca – TESCO Avas | TESCO Avas – Mésztelep utca – Szentgyörgyi út – Fényi Gyula tér – Klapka György utca – Pattantyús-Ábrahám Géza utca – Avas kilátó |

## Megállóhelyei
| TESCO Avas (Avas kilátó – TESCO Avas) |                   |          |                                              |
| Perc (↓)                              | Megállóhely       | Perc (↑) | Átszállási kapcsolatok a járat megszűnésekor |
| 0                                     | Avas kilátó       | 10       | 29, 30, 31, 32, 34, 35, 35R, 38, Auchan 2    |
| 1                                     | Leszih Andor utca | 9        | 29, 30, 31, 32, 34, 35, 35R, Auchan 2        |
| 2                                     | Hajós Alfréd utca | 8        | 29, 30, 31, 32, 34, 35, 35R, Auchan 2        |
| 3                                     | Mednyánszky utca  | 7        | 29, 30, 31, 32, 34, 35, 35R, Auchan 2        |
| 4                                     | Ifjúság útja      | 6        | 29, 30, 31, 32, 34, 35, 35R, Auchan 2        |
| 5                                     | Avas városközpont | 5        | 29, 30, 31, 32, 34, 35R, Auchan 2            |
| 7                                     | Sályi István utca | 3        | 29, 30, 32, 34, 35R, Auchan 2                |
| 8                                     | Szentgyörgy út    | ∫        | 2, 12, 20, 22, 29, 30, 32, 34, 35R, Auchan 2 |
| 10                                    | Tesco Avas        | 0        |                                              |

## Megjegyzés
A megállókban a Tesco Avas irányában csak felszállni, az Avas kilátó irányában csak leszállni lehetett.
Ingyenes járat, a felszálláshoz nem volt szükséges jeggyel vagy bérlettel rendelkezni.
A járat ünnepnapokon - amikor az áruház zárva tart - nem közlekedett.